# Copenaghen Open 1999
Il Copenaghen Open 1999 è stato un torneo di tennis giocato sul sintetico indoor. È stata l'11ª edizione del Copenaghen Open che fa parte della categoria International Series nell'ambito dell'ATP Tour 1999. Si è giocato a Copenaghen in Danimarca dall'1 al 5 marzo 1999.

## Campioni

### Singolare
Magnus Gustafsson ha battuto in finale  Fabrice Santoro con il punteggio di 6–4, 6–1

### Doppio
Maks Mirny /  Andrej Ol'chovskij hanno battuto in finale  Marc-Kevin Goellner /  David Prinosil con il punteggio di 6(5)–7 7–6(4) 6–1